# Landauer
En Landauer (fra tysk Landauer (Wagen) "vogn fra byen Landau") er en firehjulet kalechevogn, oprindelig trukket heste.
Betegnelsen bruges i dag også om biler, som er en blanding af karrosserityperne cabriolet og limousine (også kaldet landauletter).
Biltypen benyttes i dag først og fremmest som statsmandsbil.

## Galleri
- En landauer trukket af heste
- 1997 Mercedes-Benz S500 benyttet af Paven.